# Alexander Slafkovský
Alexander Slafkovský, est un céiste slovaque pratiquant le slalom. Il est né le 11 mars 1983 à Liptovský Mikuláš.

## Palmarès

### Championnats du monde de canoë-kayak slalom
- 2003 à Augsbourg,  Allemagne
  -  Médaille d'or en relais 3xC1
- 2009 à La Seu d'Urgell,  Espagne
  -  Médaille d'or en relais 3xC1
- 2010 à Tacen,  Slovénie
  -  Médaille d'or en relais 3xC1
- 2013 à Prague,  Tchéquie
  -  Médaille d'or en relais 3xC1
  -  Médaille d'argent en C1
- 2019 à La Seu d'Urgell,  Espagne
  -  Médaille d'or en relais 3xC1
- 2022 à Augsbourg,  Allemagne
  -  Médaille d'argent en C1
  -  Médaille d'argent en relais 3xC1

### Championnats d'Europe de canoë-kayak slalom
- 2004 à Skopje,  Macédoine
  -  Médaille d'argent en relais 3xC1
- 2005 à Tacen,  Slovénie
  -  Médaille d'or en relais 3xC1
  -  Médaille d'argent en C1
- 2006 à L'Argentière-la-Bessée,  France
  -  Médaille d'argent en relais 3xC1
- 2008 à Cracovie  Pologne
  -  Médaille d'or en relais 3xC1
  -  Médaille de bronze en C1
- 2009 à Nottingham,  Royaume-Uni
  -  Médaille d'argent en C1
- 2010 à Čunovo,  Slovaquie
  -  Médaille d'or en relais 3xC1
  -  Médaille de bronze en C1
- 2013 à Cracovie,  Pologne
  -  Médaille d'or en relais 3xC1
- 2018 à Prague,  Tchéquie
  -  Médaille d'argent en C1 par équipe
- 2021 à Ivrée,  Italie
  -  Médaille d'or en C1 par équipe
- 2023 à Cracovie,  Pologne (aux Jeux européens de 2023)
  -  Médaille d'argent en C1 par équipes